# Zahodni del Mangartske skupine
Zahodni del Mangartske skupine je topografsko zapletena veriga grebenov, ki se onstran prevala Čez Jezik razcepi v več vej, ki oklepajo  številne krnice in doline.
Po glavnem grebenu zahodne Mangartske skupine poteka državna meja med Slovenijo in Italijo. Greben se sprva razteza proti zahodu , nato se usmeri proti jugu in se na prelazu Predel prevesi v Kaninsko skupino.
Zahodno od prevala Čez Jezik, (ki ima višino 2100 m), se vleče razpotegnjen greben Malih špic (2163 m), ki jih Remšedolska škrbina (2031 m) imenovana tudi Sedelce loči od Skale (2110 m) in Špice nad Belim potokom (1971 m). Izza globoke zareze Čez Beli potok (1971 m) stoji greben Ruša (1922 m). Med njo in Vršičem (1914 m) se odpira širok preval Čez Stože (1733 m), preko katerega je najlažji prehod preko grebena. Tod se prične greben usmerjati proti jugovzhodu. Do Predela rastejo iz njega še številni vrhovi, med katerimi iztopajo Grintavec (1943 m), Skutnik (1865 m) in Predelske glave (1618 m).
Na te vrhove ne vodijo nobene poti, zato sodijo med najmanj obiskane v Julijcih. Med vsemi temi vrhovi je še najlažje dostopen Skutnik. Tudi z italijanske strani so vrhovi zahodne Mangartske skupine težko dostopni. Najlažji je dostop preko Vraške škrbine (1799 m) na preval Čez Stože.